# São Vicente (São Tomé)
São Vicente é uma aldeia de São Tomé e Príncipe, localiza-se no Distrito de Cantagalo, ilha de São Tomé, próxima às localidades de São Paulo e de São Francisco.